# 雄総村
雄総村（おぶさむら）は、かつて岐阜県稲葉郡にあった村である。
現在の岐阜市長良雄総、雄総桜町、雄総柳町などに該当する。
福光村発足時は方県郡の村であったが、郡の合併で稲葉郡の村となった。

## 歴史
- 1889年（明治22年）7月1日 - 町村制により雄総村が発足。
- 1897年（明治30年）4月1日[1] - 方県郡の一部、厚見郡、各務郡が合併し、稲葉郡となる。当村は稲葉郡の村となる。
- 1897年（明治30年）4月1日 - 長良村、福光村、志段見村、古津村と合併し、改めて長良村が発足。同日、雄総村は廃止。

## 神社・仏閣
- 護国之寺